# Sơn mạch đông
Cỏ tóc tiên hay thổ mạch môn, sơn mạch đông (danh pháp: Liriope spicata) là một loài thực vật có hoa trong họ Măng tây. Loài này được Lour. miêu tả khoa học đầu tiên năm 1790.

## Hình ảnh

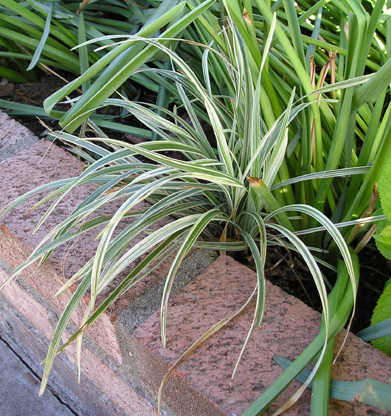
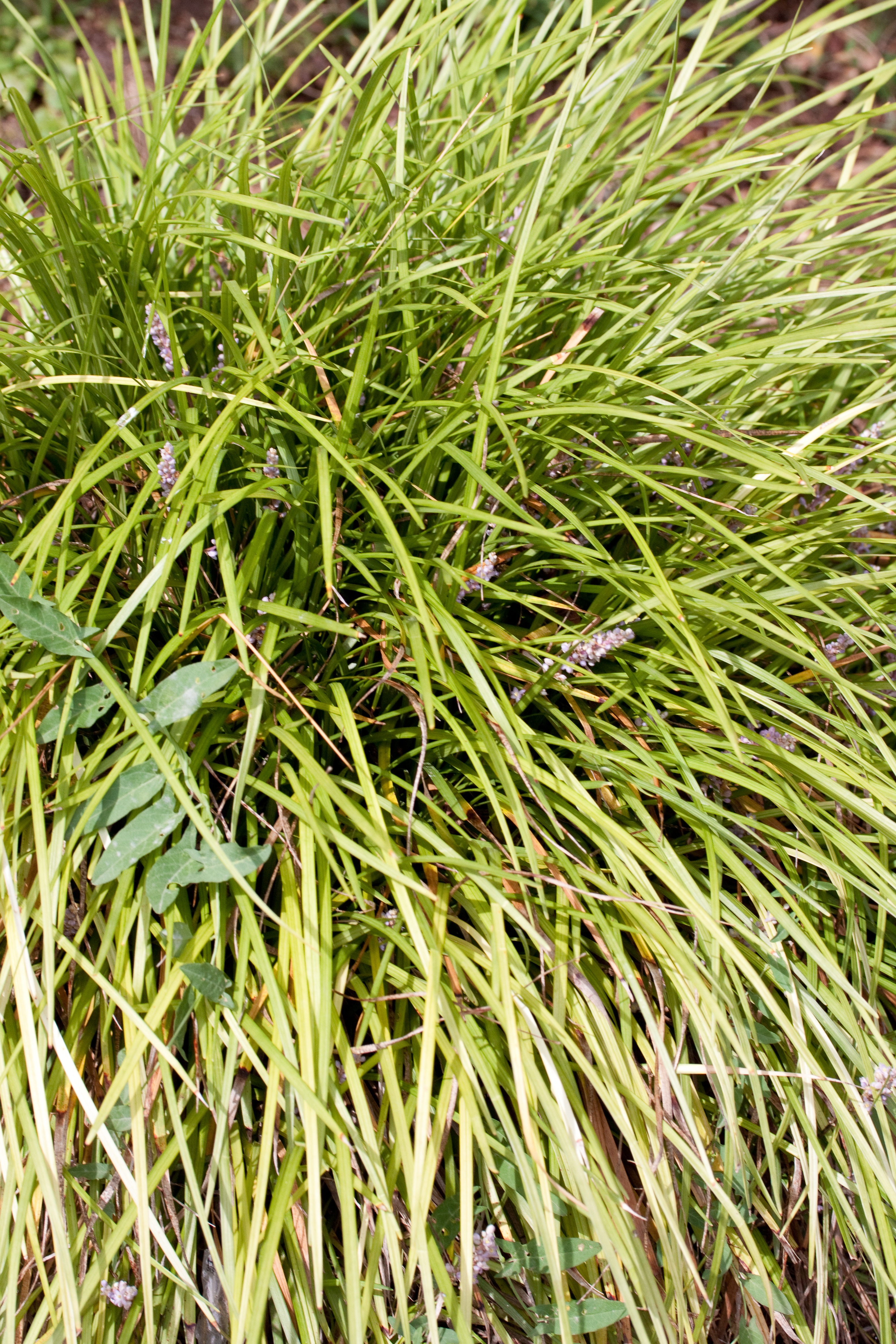
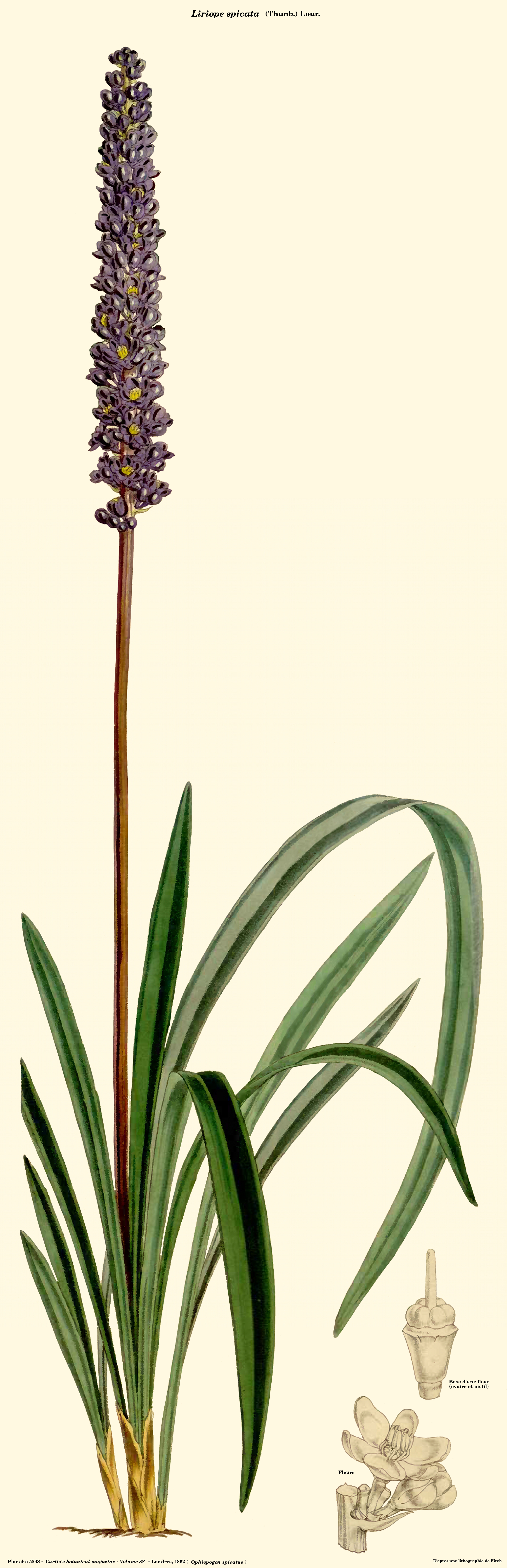
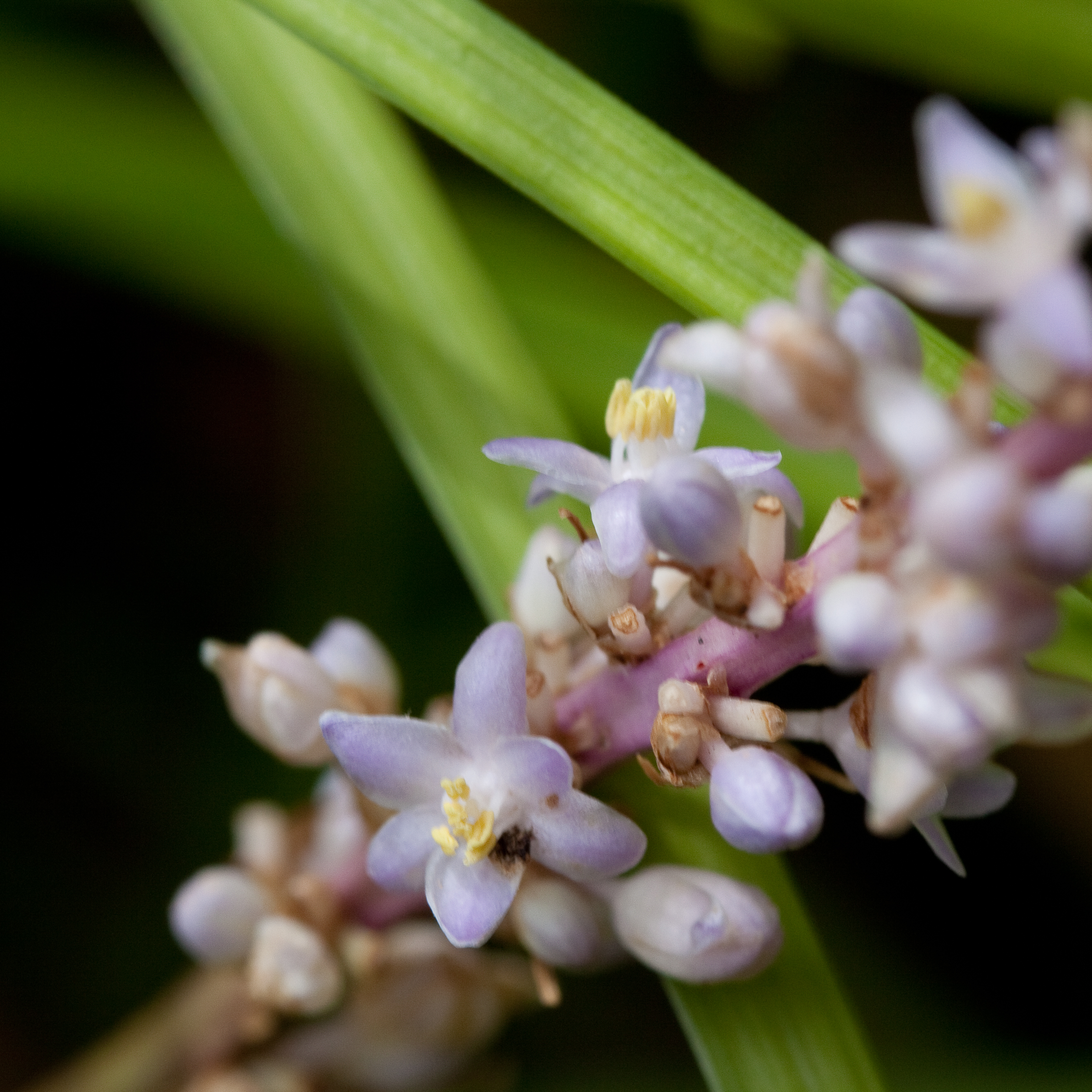